# Stone Into the River
Stone into the River is een nummer van de Nederlandse singer-songwriter Douwe Bob uit 2013, in samenwerking met het Nederlandse strijkorkest Ardesko. Het is de vijfde en laatste single van Born in a storm, het debuutalbum van Douwe Bob.
De ballad werd een klein succesje in Nederland. Het bereikte de 14e positie in de Tipparade.
Tijdens 3FM Serious Request 2013 speelden Douwe Bob en Ardesko het nummer live in het Glazen Huis.

## Tracklijst
- Muziekdownload

1. "Stone Into the River" - 3:46